# Regione di sviluppo Sud-Est
Sud-Est è una delle regioni di sviluppo della Romania. Fanno parte i distretti di Brăila, Buzău, Constanța, Galați, Tulcea, Vrancea. La sede è a Focșani. La regione ha superficie di 35762 km², 15% della Romania, la più grande dell otto create.
Nelle città vi è il 55,5% della popolazione. L'industrializzazione è presente a Galați, Brăila e Constanța.
Vi sono 33 città (11 sono municipi) e 1 455 villaggi in 339 comuni. La città più grande è Constanța seguita da Galați e Brăila, Buzău, Focșani.
| Distretto | Popolazione | Urbana    | Rurale    |
| --------- | ----------- | --------- | --------- |
| Brăila    | 365 628     | 237 922   | 127 706   |
| Buzău     | 488 763     | 202 090   | 286 673   |
| Constanța | 716 576     | 506 852   | 209 724   |
| Galați    | 617 979     | 350 759   | 267 220   |
| Tulcea    | 253 383     | 124 563   | 128 820   |
| Vrancea   | 392 619     | 148 247   | 244 372   |
| Totale    | 2 834 948   | 1 570 433 | 1 264 515 |